# Utilita Arena
Utilita Arena (dawniej Arena Newcastle, Telewest Arena czy Metro Radio Arena) – sportowo-rozrywkowa arena w Newcastle upon Tyne (Anglia). Na arenie rozgrywane są koncerty, imprezy sportowe i firmowe. Imprezy sportowe, rozgrywane na arenie to: koszykówka i hokej na lodzie. Niedaleko areny znajduje się Newcastle City Hall.

## Historia areny
Budowa Newcastle Arena zaczęła się w 1995 r. W budowę areny zaangażowało się dwóch znanych muzyków: Chas Chandler i jego partner biznesowy Nigel Stager. W tym samym roku nowojorska giełda NYSE otrzymała 20-letni kontrakt na stworzenie projektu areny, a po zakończeniu budowy, na zarządzanie obiektem, w tym rezerwacją na imprezy i promocją areny.
Koszt budowy areny wyniósł 10 mln funtów. Otwarcie obiektu nastąpiło w sobotę 18 listopada 1995 (obiekt otrzymał wówczas nazwę Arena Newcastle). Tego samego dnia na arenie odbył się mecz koszykówki pomiędzy zespołami Newcastle Comets i Donchaster Panters. W 1997 r. po podpisaniu umowy sponsorskiej z telekomunikacją i telewizją kablową Telewest zmieniono nazwę obiektu na Telewest Arena.
W 2004 r. po podpisaniu nowej umowy sponsorskiej z lokalną stacją Radio Metro zmieniono nazwę obiektu na Metro Radio Arena. W latach 2004–2006 wydarzenia na Metro Radio Arena obejrzało siedem milionów ludzi.
Po 15 latach arena zmieniła po raz czwarty nazwę, gdyż firma Utilita Energy została nowym partnerem hali.

## Operator areny
Zarówno właścicielem, jak i operatorem obiektu jest SMG Europe. Dyrektorem firmy jest Colin Revel.

## Dane areny

### Wygląd
Według SMG arena jest największym miejscem koncertowym i wystawowym w północno-wschodniej Anglii. Przeznaczona jest także na mecze koszykówki, hokeja na lodzie i koncerty. Ma 40.000 stóp kwadratowych (3700 m²). Posiada wystawy i salę konferencyjną. Oprócz głównych hal sportowych posiada 100 korporacyjnych salonów. W okolicy areny znajduje się parking, który może pomieścić 600 samochodów. Pojemność areny to: 6500 widzów na mecze koszykówki, 5500 widzów na mecze hokeja i od 11.000 na koncerty.

### Lokalizacja
Obiekt jest położony na zachodnim skraju centrum Newcastle. Na południe od obiektu znajduje się rzeka Tyne, na północ – główna arteria Scotwost  na zachód – park biznesowy, a na wschód – most Redheugh.
Arena jest położona we wschodnio-zachodnim kierunku, główne wejście do niej znajduje się od strony wschodniej. Schody prowadzą w dół na kierunek północno-południowy do ulicy Redheugh Bridge Road, która jest równoległa do obiektu, a znajduje się poniżej mostu.

### Transport
Na obiekt można dostać się spacerem (10 minut) od Newcastle Central Station na wschód do National Rail i Tyne and Wear Metro. Można także dostać się komunikacją autobusową; wysiada się od północnej strony obiektu na Railway Street.

## Wydarzenia na obiekcie

### Imprezy sportowe

#### Hokej na lodzie
Pierwszym zespołem hokejowym, który rozegrał mecz na obiekcie był zespół Whistley Warriors. W sierpniu 1996 na arenie mecz hokejowy rozegrał zespół Newcastle Cobras. Po meczu Newcastle Arena kupił biznesmen John Hall, właściciel klubu piłkarskiego Newcastle United. Hall zamierzał przenieść swój klub do St James’ Park, w celu uzyskania jego lepszej wizji dla miasta. Po nieudanej próbie uzyskania pozwolenia na budowę własnego obiektu dla Newcastle United po sezonie spędzonym w Sunderland zespół przeniósł się do nowo wybudowanej areny i rozpoczął sezon hokejowy 1996/97, jego mecze na obiekcie były rozgrywane do 2001 r.

#### Koszykówka
Pierwszym zespołem, który rozegrał mecz koszykówki na obiekcie był zespół Newcastle Comets, który po wyprowadzce z Sunderland grał jako Scorpions Sunderland. Po spędzeniu jednego sezonu koszykówkowego na arenie zespół przemianował swoją nazwę na Newcastle Eagles na sezon 1996/97. We wrześniu 2010 Newcastle Comets zaczął rozgrywać mecze w nowo wybudowanym Sport Central na Nothumbria University, znajdującym się na terenie ich kampusu w północno-wschodniej części miasta. Powodem zmiany obiektu było to, że na mecze przychodziło tylko 3 000 widzów, podczas gdy pojemność obiektu na imprezy sportowe wynosi 6 500.

### Koncerty
Artyści, którzy koncertowali na Metro Radio Arena, to:
- AC/DC
- Backstreet Boys
- Beyoncé
- Cher
- Coldplay
- David Bowie
- Diana Ross
- Elton John
- Michel Flatley
- Journey
- Justin Bieber
- Katy Perry
- Kylie Minogue
- Les Misérables
- Linkin Park
- Luciano Pavarotti
- Oasis
- Queen + Paul Rodgers
- Rihanna
- Robbie Williams
- Spice Girls
- Take That
- Wet Wet Wet
- West Life
- Whitney Houston